# McLaren MP4-19
O MP4-19 e MP4-19B é o modelo da McLaren da temporada de 2004 da F1. Condutores: David Coulthard e Kimi Räikkönen

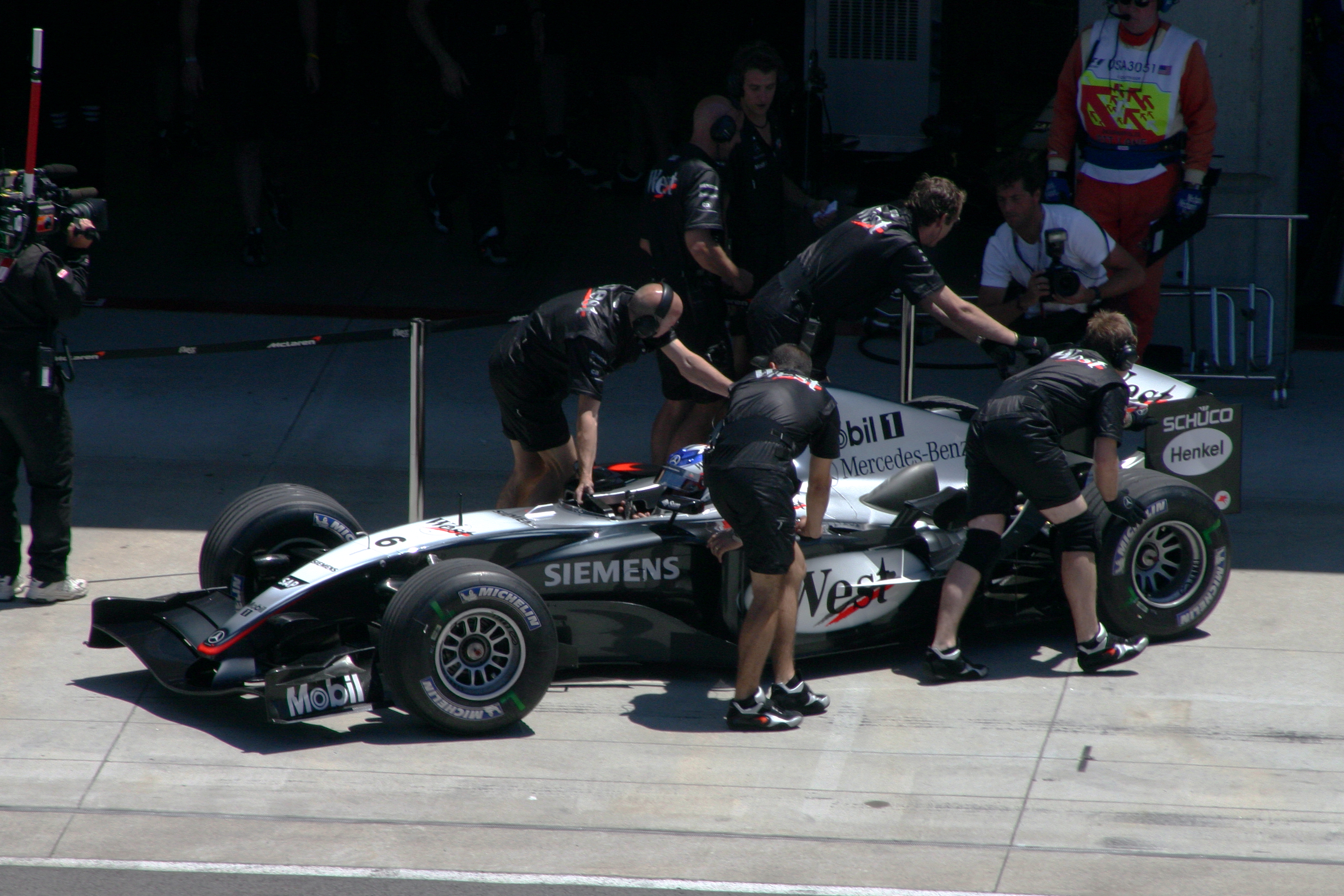
McLaren MP4-19

## Resultados[1][2]
(legenda) (em negrito indica pole position e itálico volta mais rápida)
| Ano  | Chassis | Motor                | Pneus | N° | Pilotos         | 1   | 2   | 3   | 4   | 5   | 6   | 7   | 8   | 9   | 10  | 11  | 12  | 13  | 14  | 15  | 16  | 17  | 18  | Pontos | Posição |  |
| ---- | ------- | -------------------- | ----- | -- | --------------- | --- | --- | --- | --- | --- | --- | --- | --- | --- | --- | --- | --- | --- | --- | --- | --- | --- | --- | ------ | ------- |  |
|      |         |                      |       |    |                 |     |     |     |     |     |     |     |     |     |     |     |     |     |     |     |     |     |     |        |         |  |
|      |         |                      |       |    |                 | AUS | MAL | BHR | SMR | SPA | MON | EUR | CAN | USA | FRA | GBR | GER | HUN | BEL | ITA | CHN | JPN | BRA |        |         |  |
| 2004 | MP4-19  | Mercedes FO 110Q V10 | M     | 5  | David Coulthard | 8   | 6   | Ret | 12  | 10  | Ret | Ret | 6   | 7   |     |     |     |     |     |     |     |     |     | 69     | 5º      |  |
| 2004 | MP4-19B | Mercedes FO 110Q V10 | M     | 5  | David Coulthard |     |     |     |     |     |     |     |     |     | 6   | 7   | 4   | 9   | 7   | 6   | 9   | Ret | 11  | 69     | 5º      |  |
| 2004 | MP4-19  | Mercedes FO 110Q V10 | M     | 6  | Kimi Raikkonen  | Ret | Ret | Ret | 8   | 11  | Ret | Ret | 5   | 6   |     |     |     |     |     |     |     |     |     | 69     | 5º      |  |
| 2004 | MP4-19B | Mercedes FO 110Q V10 | M     | 6  | Kimi Raikkonen  |     |     |     |     |     |     |     |     |     | 7   | 2   | Ret | Ret | 1   | Ret | 3   | 6   | 2   | 69     | 5º      |  |